# 荷兰开放大学
荷兰开放大学（荷蘭語：Open Universiteit）是一所位于荷兰海尔伦達到高等教育水平及採用远程教育的大学，学生可以自主选择在家学习而不用去学校上课。学校提供多种形式的网络教学，包括书面材料，互联网，和偶尔的晚上研讨会或日常会议等。

## 机构设置

### 管理层
目前荷兰开放大学校长Theo Bovens，他是马斯特里赫特市的前议员，顶替2005年退休的Thijs Wöltgens。

### 学院
目前学校有三个学院，每个学院设置一名院长，负责监督主要的专家和从事开发课程和计划项目，往往需要与其他大学或贸易领域的专家进行合作。
- 文化研究与法学院
- 管理、科学与技术学院
- 心理与教育学院

## 学习中心

### 荷兰
- 阿尔克马尔
- 阿姆斯特丹
- 布雷达
- 海牙
- 埃因霍温 （埃因霍温理工大学）
- 埃门，支持中心
- 恩斯赫德
- 格罗宁根
- 海尔伦，主要办公楼
- 吕伐登，支持中心
- 奈梅亨（奈梅亨拉德伯德大学）
- 鹿特丹
- 乌特勒支
- 弗利辛恩，支持中心
- 兹沃勒

### 比利时（佛兰德地区）
- 安特卫普（安特卫普大学）
- 布鲁塞尔（布鲁塞尔自由大学）
- 迪彭贝克（哈瑟尔特大学）
- 根特（根特大学）
- 科特赖克（荷语天主教鲁汶大学科特赖克校区）
- 鲁汶（荷语天主教鲁汶大学）

### 更多
荷兰语地区：
- 库拉索威廉斯塔德（库拉索大学）
- 苏里南首都帕拉马里博